# Ficedula albicollis
Ficedula albicollis là một loài chim trong họ Muscicapidae.

## Hình ảnh

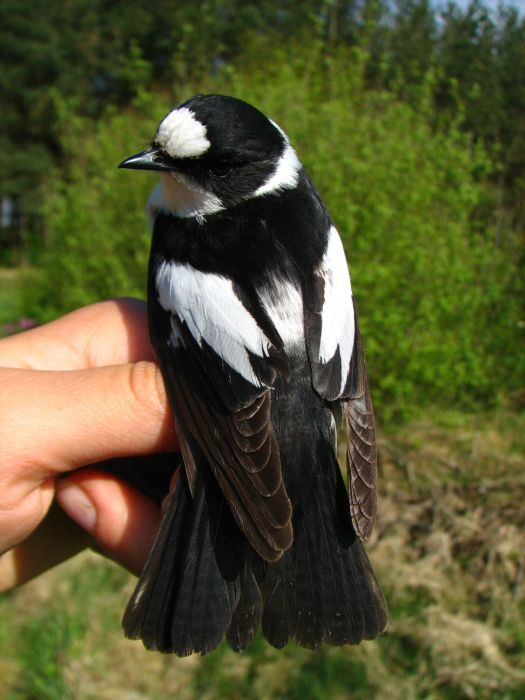
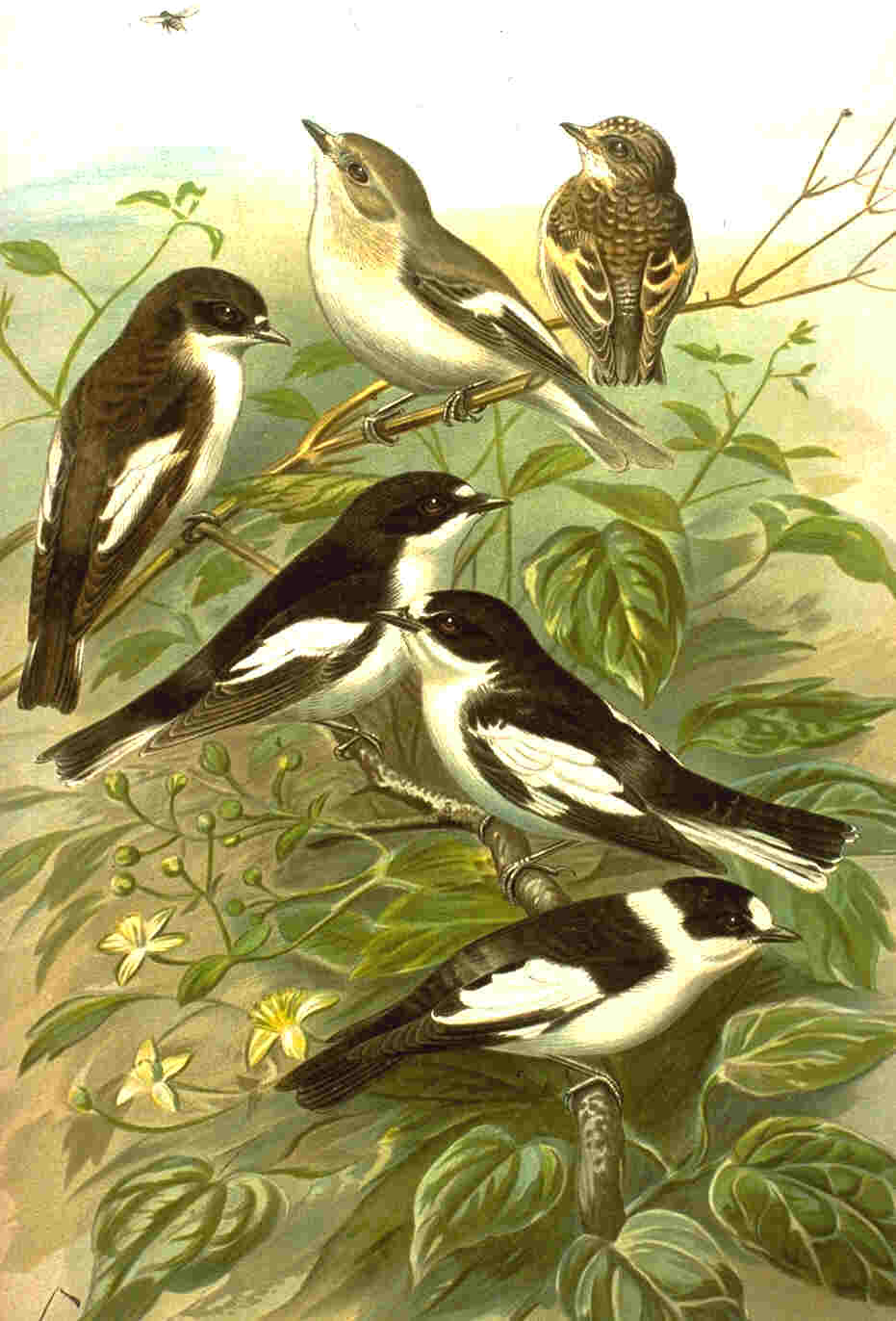
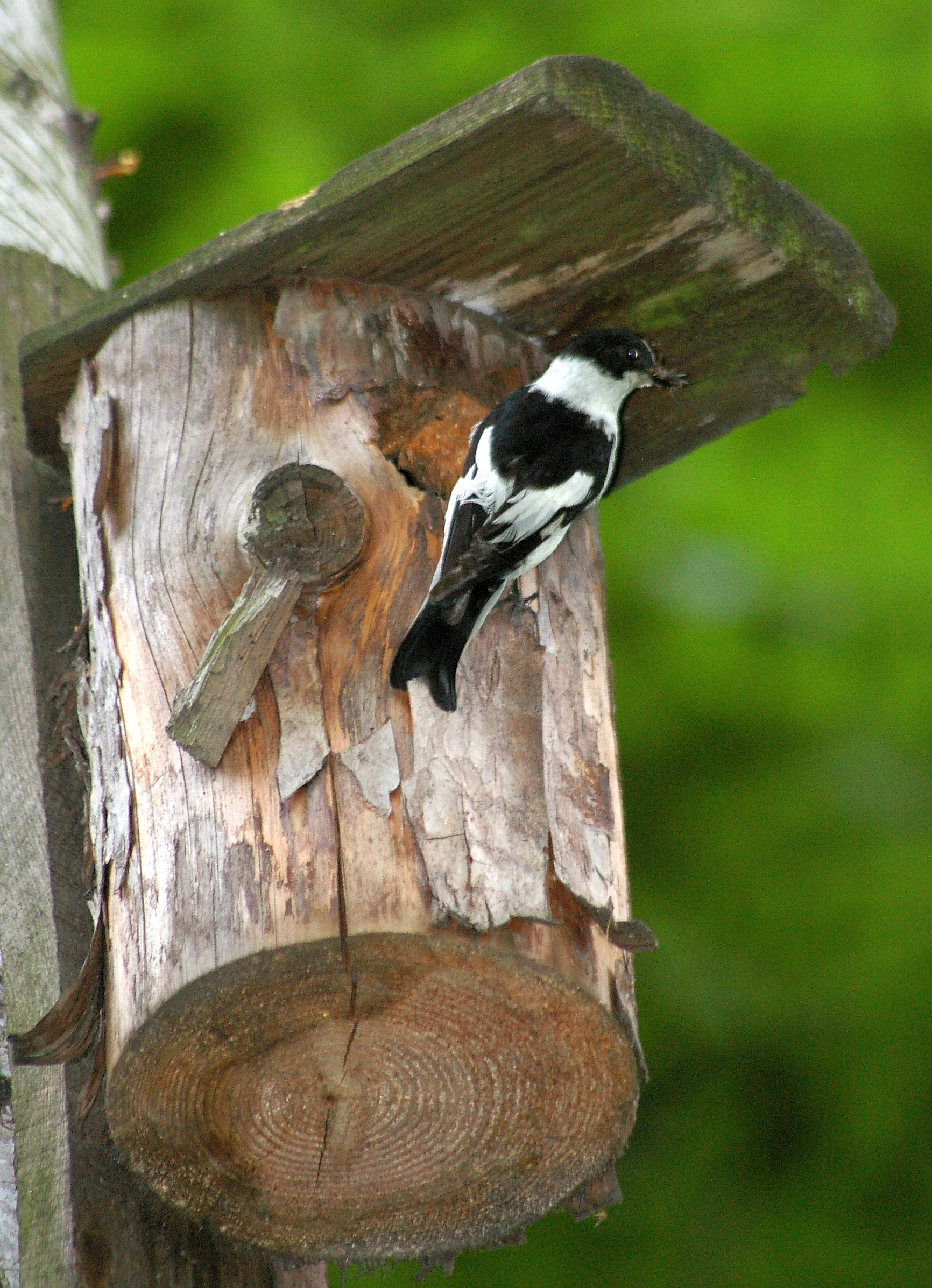
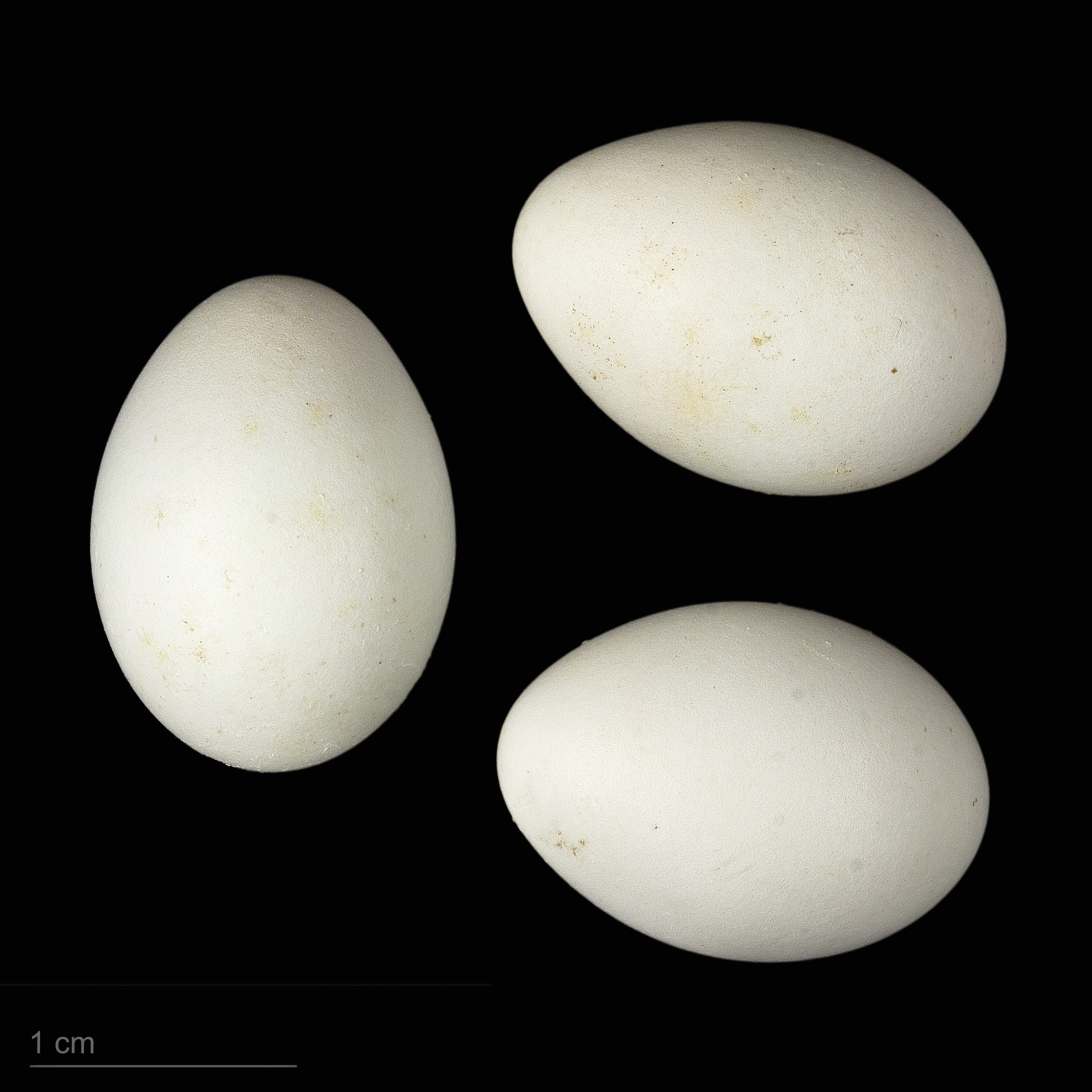
Ficedula albicollis